# Giuseppe Chiovenda
Giuseppe Chiovenda (Premosello-Chiovenda, 1872 – Novara, 1937) fue un jurista italiano.

## Biografía

### Estudios y Carrera
Se graduó de la Universidad de Roma, donde fue alumno de Vittorio Scialoja. Comenzó su carrera de jurista enseñando en las Universidades de  Parma (1902), Bolonia (1905), Nápoles (1905) y sucesivamente Roma (1907). Fue socio de la Academia Nacional de los Linces y, de 1911 a 1913, rector del Regio Istituto superiore di studi commerciali ed amministrativi di Roma.
Su pensamiento fue referente importante en la confección del Código Procesal Civil italiano de 1940. En su obra sostuvo el principio de la oralidad, fue redactor del proyecto de reforma del mismo código en 1919. Con Francesco Carnelutti, en 1924, fundó y dirigió la Revista de derecho procesal civil.

## Legado
Chiovenda es reconocido como uno de los mayores exponentes de la doctrina jurídica italiana, al punto de ser llamado "Sommo Chiovenda" (El gran Chiovenda).
Su aporte a la doctrina procesal fue conferirle un influjo rigurosamente científico dando autonomía al Derecho procesal. Renovó los estudios del procedimiento civil, transformando su orientación práctica en una verdadera ciencia del derecho.

## Obras principales
- Saggi di diritto processuale civile (1903)
- Nuovi saggi di diritto processuale civile (1930)
- Princìpii di diritto processuale civile (4 ediciones en Nápoles: 1906, 1909, 1912-1923, 1928; Traducción al español en dos tomos, Madrid 1922 y 1925, reimpresión en tres volúmenes en 1940)
- "Instituciones del Derecho Procesal Civil". 1935